# PAVE
Pour les articles homonymes, voir Pavé (homonymie).

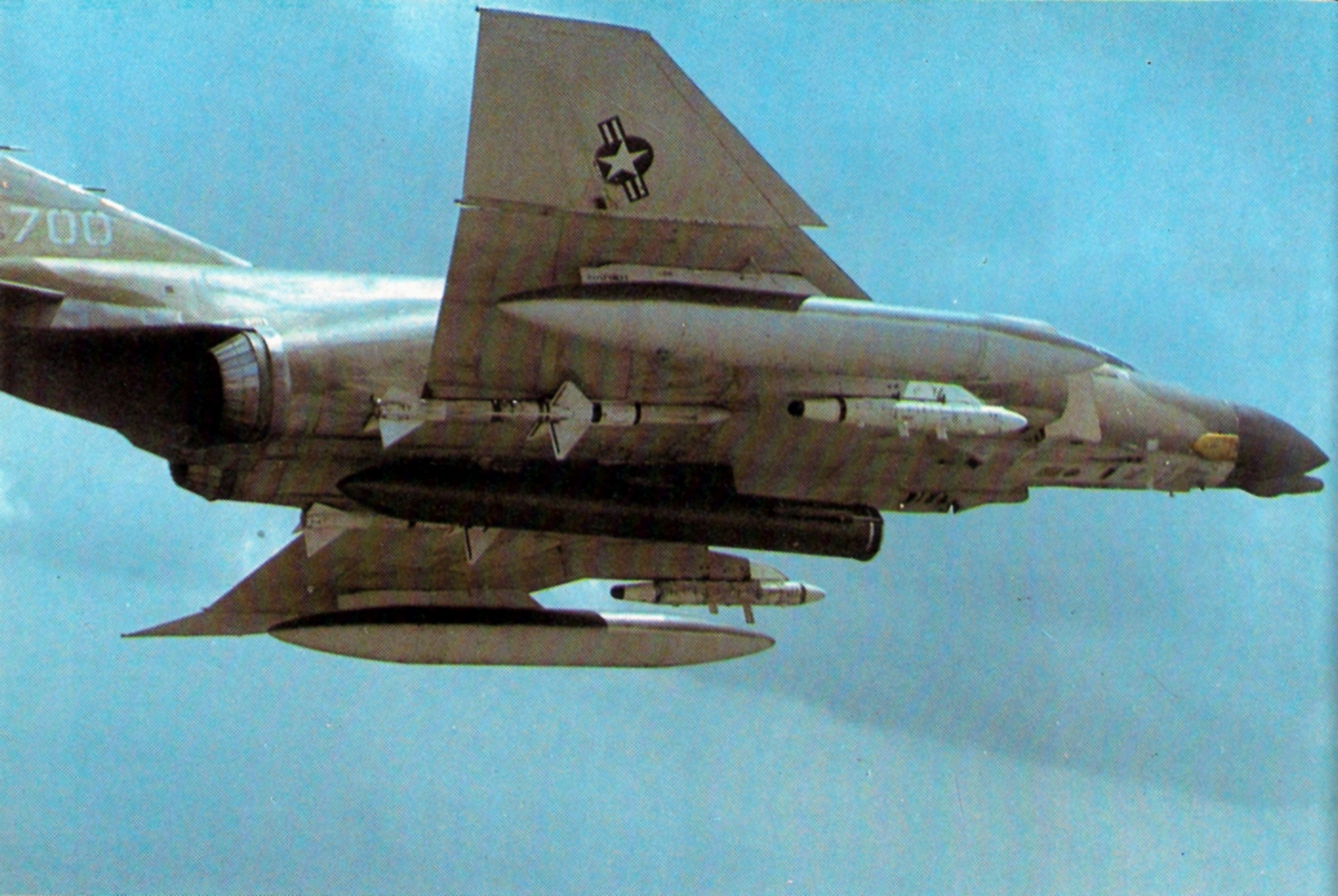
Un des premiers pods laser Pave Sword, installé sous le pylône d'emport central d'un F-4D au cours de la Guerre du Viêt Nam, en 1971.

Le terme « PAVE » est un acronyme désignant un programme de la United States Air Force lié aux systèmes électroniques. Avant l'année 1979, « PAVE » était apparemment un nom de code pour l'unité de l'Air Force responsable du projet,.
« PAVE » fut également utilisé en tant que préfixe sans rapport particulier pour une grande variété de programmes différents, même si des rétroacronymes et des significations alternatives ont été utilisés. Par exemple, pour les hélicoptères Pave Low et Pave Hawk, il a été dit que l'acronyme signifiait « Precision Avionics Vectoring Equipment » (en français : « équipement de pointage d'avionique de précision »), alors que pour le PAVE PAWS, l'acronyme signifie « Precision Acquisition Vehicle Entry » (en français : « Acquisition de précision de véhicules d'entrée »).

## Systèmes «PAVE»

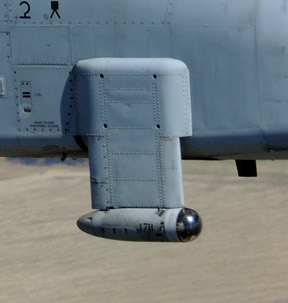
Système de poursuite laser PAVE Penny, ici installé sous le nez d'un A-10 Thunderbolt II.

- PAVE COIN : Programme d'évaluation d'avions légers de lutte anti-guérilla[5],[6] ;
- PAVE Eagle : Beechcraft Bonanza modifié en drone (désigné QU-22), utilisé pendant la Guerre du Viêt Nam pour la surveillance de capteurs et la transmission de leurs mesures à basse altitude ;
- PAVE Hawk : Hélicoptère UH-60 Black Hawk utilisé pour les opérations spéciales et les missions de recherche et sauvetage au combat (missions C-SAR : Combat Search And Rescue) ;
- PAVE Knife (en) : Pod de ciblage laser Ford Aerospace AN/AVQ-10 Pave Knife ;
- PAVE Low : Hélicoptère CH-53 Sea Stallion utilisé pour les opérations spéciales et les missions de recherche et sauvetage au combat ;
- PAVE Mint : Mise à jour du système de guerre électronique AN/ALQ-117 au standard AN/ALQ-172[7] ;
- PAVE Mover : Programme de démonstration pour le développement des systèmes électroniques du radar de surveillance à grand champ d'observation AN/APY-7 utilisé par l'avion de guerre/renseignement électronique E-8 JSTARS ;
- PAVE Onyx : Désignation du système Advanced Location Strike System utilisé pendant la Guerre du Viêt Nam, vers 1973[8] ;
- PAVE Pace : Architecture avionique intégrée comprenant un système fonctionnel d'allocation des ressources[9] ;
- PAVE PAWS (en) : Désignation du système de radars d'alerte à antenne réseau à commande de phase (PAWS, pour « Phased-Array Warning System ») qui a remplacé les trois radars du système Ballistic Missile Early Warning System (BMEWS). Dans ce cas, PAVE est le rétroacronyme de « Perimeter[10] » ou  « Precision Acquisition Vehicle Entry » (en français : « Acquisition de précision de véhicules d'entrée »)[3] ;
- PAVE Penny (en) : Désignation du système de poursuite laser AN/AAS-35(V) de Lockheed Martin, utilisé notamment par l'A-7 Corsair II et l'A-10 Thunderbolt II[11] ;
- PAVE Pillar : Architecture générique d'électronique centrale pour avions de combat[12] ;
- PAVE Pronto : Désignation du programme de modification de l'avion de transport C-130 Hercules en avion gunship AC-130, en 1970[13] ;
- PAVE Spectre : Désignation du programme d'évolution de l'AC-130 en AC-130E Spectre, en 1971[13] ;
- PAVE Spike (en) : Désignation des pods de désignation laser électro-optiques AN/ASQ-153 et AN/AVQ-23[14] ;
- PAVE Sword : Désignation du pod de poursuite laser AN/AVQ-11 ;
- PAVE Tack (en) : Désignation du pod de ciblage électro-optique Ford Aerospace AN/AVQ-26, développé pendant les années 1970 et mis en service pendant les années 1980. Il fut d'abord utilisé par le F-4, puis par le F-111F[15] ;
- Paveway : Désignation d'une famille de kits de conversion permettant d'appliquer des systèmes de guidage de précision (laser, GPS...) sur des bombes standard[16].